# Sony Xperia XZ
Sony Xperia XZ — це смартфон на базі Android, який продавався та вироблявся Sony Mobile. Пристрій, що є частиною серії Xperia X, був анонсованій громадськості разом із Xperia X Compact на прес-конференції, що відбулася на щорічній виставці IFA 2016, 1 вересня 2017 року. Expert Reviews описують пристрій як «справжнього наступника» Xperia Z5 і всієї серії Xperia Z, він замінив Xperia Z5 Premium і Xperia X Performance як флагман Sony. Вже його змінюють Xperia XZs і флагман Sony Xperia XZ Premium.
Це також один із перших смартфонів, вироблених Sony, який використовує з’єднання USB-C для зарядки та передачі даних. У порівнянні зі своїми попередниками, задня камера Xperia XZ тепер має лазерний автофокус, перший для Sony, вбудований поряд із гібридним автофокусом з виявленням фази або контрасту, який також був у попередньому флагмані. Це також перший пристрій Sony з датчиком кольору RGBC-IR, який допомагає датчику зображення точно фіксувати кольори, температуру та баланс білого, і перший смартфон із п'яти осьовою цифровою системою стабілізації зображення для зйомки без розмиття фотографії та відео. Телефон також має рейтинг IP68, тому він захищений від пилу та води.
Xperia XZ вперше був випущений на Тайвані 30 вересня 2016 року, продажі по всьому світу розпочалися в Об’єднаних Арабських Еміратах 1 жовтня і в США наступного дня; для рідного ринку виробника, Японія почала продажі лише 2 листопада 2016 року. В Україні пристрій поступив в продажу 16 листопада 2016 року за ціною 19 999 грн, за модель із 64 ГБ пам'яті.

## Дизайн
Дизайн Xperia XZ складається з 3-х різних матеріалів, які плавно поєднуються між собою в тому, що Sony називає «Loop Surface»: нейлоновий каркас, стійке до подряпин переднє скло та металева задня панель з алюмінієвого сплаву. Задня кришка пристрою виготовлена з алюмінієвого сплаву, ALKALEIDO, торгової марки Kobe Steel,, спеціально розробленої, щоб доповнити преміальний дизайн смартфона матеріалом, «що має додатковий блиск і відчуття глибини». Передня сторона пристрою покрита склом Gorilla Glass, щоб захистити його від подряпин і високих падінь. Також спереду є подвійні фронтальні стереодинаміки, один зверху разом із селфі-камерою, датчиками зовнішнього освітлення, наближення та LED світлодіодом сповіщень, а інший — у нижній панелі. Як і його попередники, він має ступінь захисту IP68, що робить Xperia XZ пилонепроникним і водостійким на глибині понад 1,5 метра та 30 хвилин під водою.
Розміри Xperia XZ становлять 146 мм у висоту, з шириною 72 мм і товщиною 8,1 мм, вагою приблизно 161 г (5,7 унції).

## Апаратне забезпечення
У пристрій повернувся 5,2 дюймовий (130 мм) 1080p, IPS LCD-дисплей, де щільність пікселів становить 424 ppi, який ставився ще в Xperia Z2, але з абсолютно новою панеллю з дисплеєм Sony TRILUMINOS™ і технологією X-Reality for mobile. Він працює на базі чотириядерного чипсета Qualcomm Snapdragon 820 (MSM8996) з 4 процесорами Kryo (2x 2,15 ГГц і 2x 1,6 ГГц), 3 ГБ оперативної пам’яті та графічним процесором Adreno 530 з тактовою частотою 624 МГц. Пристрій також має внутрішню пам’ять об’ємом 32 ГБ для варіанту з однією SIM-картою та 64 ГБ для варіанту з двома SIM-картами, обидва з розширеннями для карт пам’яті microSD до 256 ГБ (у гібридному слоті для варіанту з двома SIM-картами).
Антени Xperia XZ підтримують до максимальної швидкості LTE категорії 9 з максимальною теоретичною швидкістю низхідного каналу 450-500 Мбіт/с за допомогою 3CA, за винятком моделі SOV34, там максимальна теоретична швидкість низхідного каналу 3CA обмежена максимум 370 Мбіт/с.

### Камера
Задня камера Xperia XZ оснащена новим багатоаспектним датчиком зображення Sony Exmor RS на 24,8 Мп, офіційно названим Sony IMX300. Подібно до серії Xperia Z5, Xperia X і Xperia X Performance, він має 23 мегапікселі з розміром сенсора 1/2,3 дюйма та діафрагмою f/2,0. В Xperia XZ продеменстрована технологія Triple Image Sensing technology, що складається з систем розпізнавання зображення (КМОН-сенсор з PDAF), датчика відстані (лазерний датчик автофокусування) і датчика кольору (RGBC-IR), а також гібридного автофокусу, який використовує фазове виявлення (PDAF) для фіксації фокусу на об'єкті протягом 0,03 секунди, подібно Xperia Z5. Він також включає визначення фази та контрасту разом із прогнозним відстеженням руху, які працюють разом, щоб точно налаштувати потрібну величину контрасту та значно зменшити розмиття та зсув зображення через тремтіння рук.
XZ також вперше має лазерний датчик автофокусування для швидкого відстеження та фіксації фокусування на об'єкті, а також датчик кольору RGBC-IR (RedGreenBlueClear-InfraRed), який допомагає функціонувати баланс білого камери, надаючи додаткові дані про умови освітлення навколишнього середовища для камери, покращуючи таким чином точність кольорів зображення. Він також має оновлений SteadyShot з Intelligent Auto на додаток до п'ятиосьової стабілізації зображення за допомогою рухомої матриці. Фронтальна камера має 13-мегапіксельний сенсор із 22 мм і ширококутним об’єктивом 90 градусів, на момент випуску смартфона, камера була із найвищою роздільною здатністю на флагманському пристрої Sony.
Пристрій також має можливость запису відео з роздільною здатністю 4K, як у Xperia Z5. Подібно до камери Sony α7 II, Xperia XZ має вперше для смартфона, п’ятиосьову цифрову стабілізацію зображення, яка допомагає створювати плавне відео з меншим тремтінням камери та покращує якість зображення в умовах слабкого освітлення. Ця технологія покращує зображення та відео, створені шляхом виявлення тремтіння камери, наприклад кутового руху, що складається з нахилу та відхилення, тремтіння зсуву, яке складається із зсувів осей X і Y, і (поворотного тремтіння) шляхом коригування виявлених ефектів, зміщення об’єктива для зменшення видимості розмиття зображення та тремтіння зсуву.

### Батарея
Xperia XZ живиться від незнімного акумулятора ємністю 2900 мА·г. Заряджання та передача даних здійснюється через порт USB-C, один із перших двох смартфонів Sony, у яких є USB-C, інший — Xperia X Compact. Він також має вбудовану технологію адаптивної зарядки Qualcomm QuickCharge 3.0 і Qnovo. Це дозволяє пристрою контролювати електрохімічні процеси в елементі в режимі реального часу і відповідно коригувати параметри зарядки, щоб мінімізувати пошкодження елемента і продовжити термін служби акумулятора.

#### Battery Care
Xperia XZ також оснащений Battery Care, власним алгоритмом зарядки Sony, який керує процесом заряджання телефону за допомогою машинного навчання. Він розпізнає звички користувача щодо заряджання протягом певного періоду та автоматично підлаштовується під схему, наприклад, заряд протягом ночі, зупиняючи початкову зарядку приблизно до 80-90 відсотків, а потім продовжуючи її до повного завершення з того місця, де вона зупинилася наступного дня. Це ефективно запобігає непотрібному пошкодженню елементів батареї від надмірного тепла та струму через перезаряд, що ще більше збільшує термін служби батареї.

### Аудіо та інтерфейси
Xperia XZ має стандартний аудіороз'єму 3,5 мм для підключення дротових навушників, незважаючи на тенденції відмови, вперше появившись у iPhone 7. Паралельно, було покращено бездротове підключення аудіо разом із LDAC, технологією кодування аудіо, розробленою власноруч компанією Sony, що дозволяє передавати 24-розрядні файли. Аудіовміст високої роздільної здатності/96 кГц (Hi-Res) через Bluetooth зі швидкістю до 990 кбіт/с, що втричі швидше, ніж звичайні кодеки потокового аудіо, на сумісні аудіопристрої.
Інші варіанти підключення включають Bluetooth 4.2 з aptX і Low Energy, NFC, дводіапазонний Wi-Fi a/b/g/n/ac, Wi-Fi Direct, DLNA, GPS (з A-GPS), GLONASS, і Бейдоу. Xperia XZ, як і більшість смартфонів високого класу, не має FM-радіо, зато оснащений датчиком відбитків пальців, вбудованим у кнопку живлення, який можна використовувати для розблокування телефону та захисту його від несанкціонованого доступу. Ця функція вимкнена за замовчуванням у США.

## Програмне забезпечення
Sony Xperia XZ запускається з Android 6.0.1 «Marshmallow» із коробки, зі спеціальним інтерфейсом та програмним забезпеченням Sony. 1 грудня 2016 року разом із Xperia X Performance та кількома іншими пристроями Xperia, Sony оголосила, що Xperia XZ отримає оновлення до Android 7.0 «Nougat». Лише через день офіційно вийшло оновлення Android 7.0.